# 野田澤彩乃
野田澤 彩乃（のださわ あやの、1984年1月25日 - ）は、日本の将棋の女流棋士。日本将棋連盟の女流棋士番号は24（以前は旧47）。伊藤果八段門下。2020年引退。埼玉県川越市出身。二松學舎大学出身。

## 棋歴
1997年10月、女流育成会に入会し、1999年10月1日、女流2級としてプロ入り。
2003年4月1日、女流棋士昇級昇段規定の「女流2級で年度成績指し分け以上（7勝以上）」を満たし（2002年度成績8勝6敗）、女流1級に昇級。
2020年3月31日付で現役を引退。
引退後も公式戦の記録係を務めることが多く、ABEMA等のネット配信対局番組で映ることがある。

## 昇段履歴
- 1997年10月00日 - 女流育成会入会
- 1999年10月01日 - 女流2級（1999年度前期 1位）[4]
- 2003年04月01日 - 女流1級（年間13局指し分け以上〈7勝以上〉／2002年度 7勝6敗、女流通算13勝21敗）[5][6]
- 2020年03月31日 - 現役引退（女流棋士引退規定）[1]
- 2020年04月01日 - 女流初段（引退女流棋士昇段規定）[1]

## 主な成績
- 通算成績　189局 56勝133敗 勝率 .296